# Internationale Luchthaven Cát Bi
De Internationale Luchthaven Cát Bi (Vietnamees: Sân bay quốc tế Cát Bi, IATA: HPH, ICAO: VVCI) is een internationaal vliegveld in het zuiden van de Vietnamese stad Hải Phòng in Noord-Vietnam.
De internationale luchthaven is gebouwd door de Franse kolonisten. Onder het bewind van Noord-Vietnam werd de luchthaven vanaf 1955 gerenoveerd. Pas in 1985 werd het vliegveld in gebruik genomen voor de burgerluchtvaart.
De lengte van de startbaan is ongeveer 2400 meter.